# Pramjera
Pramjera ili etalon (franc. étalon < franački stalo: uzorak) je mjera, mjerilo, usporedbena tvar ili mjerni sustav koji su dogovorom, normom ili zakonom utvrđeni kao utjelovljenje neke mjerne jedinice (njezina dijela ili višekratnika) ili određene vrijednosti neke fizikalne veličine. Postoje međunarodne i državne pramjere te primarne, sekundarne, usporedbene, radne i posredničke pramjere. Nekada je metar bio određen međunarodnim prametrom, a kilogram je još danas određen međunarodnim prakilogramom; oba su pohranjena u Međunarodnom uredu za utege i mjere u Sèvresu kraj Pariza.

## Prakilogram
Kilogram (oznaka kg) je mjerna jedinica mase, osnovna je jedinica SI; određena međunarodnom pramjerom (takozvanim prakilogramom), koja se čuva u Međunarodnom uredu za utege i mjere u Sèvresu kraj Pariza. Kopije prakilograma u svojim mjeriteljskim uredima čuvaju zemlje potpisnice Dogovora o metru, pa tako i Hrvatska. Od kilograma (kojega je naziv povijesno nastao kao decimalna jedinica od grama) ne tvore se decimalne jedinice, nego se one tvore od grama.

## Prametar
Metar (prema grč. μέτρον: mjera) je mjerna jedinica duljine (oznaka m), osnovna jedinica SI. Prvotno je određen 1795. kao temeljna jedinica francuskog mjernog sustava, i to tako da je, u nastojanju da se osloni na prirodnu mjeru, bio određen kao 40-milijunti dio duljine meridijana. Prve su dvije pramjere metra (takozvani prametri) načinjene 1799. i pohranjene zajedno s pramjerama kilograma (takozvani prakilogrami), jedan par u Arhivu Francuske Republike, a drugi u Nacionalnom institutu. Francuski se mjerni sustav tijekom 19. stoljeća proširio u druge zemlje, pa je 1875. prva skupina zemalja prihvatila Dogovor o metru, na temelju kojega je izrađen međunarodni prametar, koji je 1889. pohranjen u Međunarodnom uredu za utege i mjere u Sèvresu kraj Pariza. Od 1960. metar je bio određen valnom duljinom određenoga elektromagnetskoga zračenja, a od 1983. određen je brzinom svjetlosti, kao jednom od temeljnih prirodnih konstanti (c0 = 299 792 458 m/s). Zbog toga je metar određen kao duljina puta koju svjetlost prijeđe u zrakopraznom prostoru za vrijeme 299 792 458-og dijela sekunde. Na metru i kilogramu osnivao se Metarski sustav jedinica, iz kojega se razvio današnji Međunarodni sustav mjernih jedinica.